# Luis de Ávila
Luis de Ávila y Zúñiga nació en el año de 1504 en Plasencia (Cáceres) y falleció en esta misma ciudad en 1573. Marqués consorte de Mirabel, Comendador Mayor de la Orden de Alcántara e historiador español. Fiel servidor del Emperador del Sacro Imperio Carlos V, Carlos I de España, a quien sirvió como embajador en Roma, lo acompañó en la guerra de Túnez, tomó parte con él en su lucha contra la Liga de Esmalcalda y en la batalla de Mühlberg en 1547. 

## Filiación

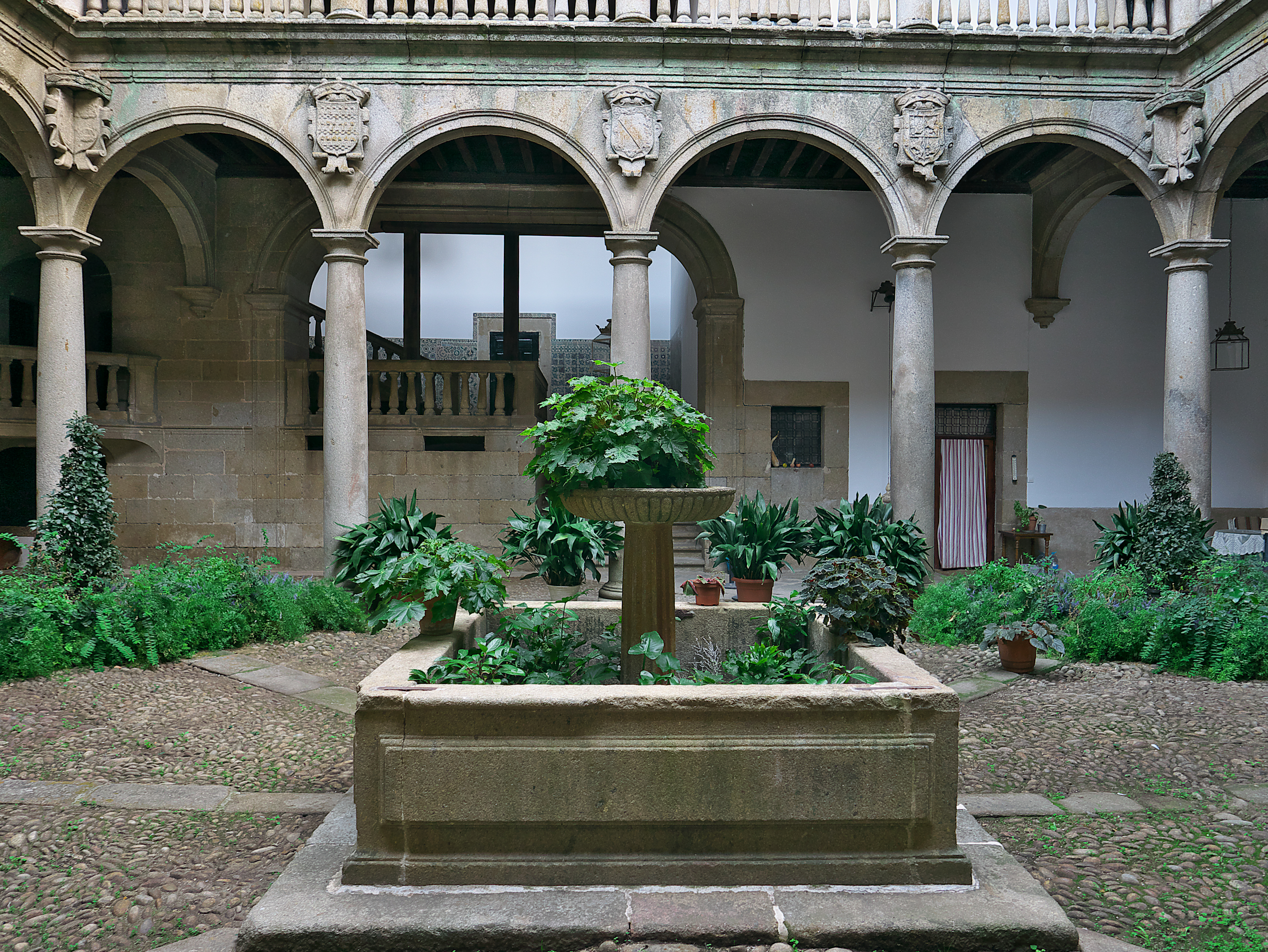
Patio del Palacio de Mirabel (Plasencia)

Fueron sus padres Estéban de Ávila y Álvarez de Toledo, II conde del Risco, y su esposa Elvira de Zúñiga y Guzmán, hija de Pedro de Zúñiga y Manrique de Lara, IV conde de Plasencia, y de su esposa Teresa de Guzmán. Su hermano mayor Pedro heredó título y estados de su padre, siendo embajador en Inglaterra en 1554. El linaje de Ávila con el tiempo transformó su apellido en Dávila. Su padre falleció en 1504, siendo Luis niño de pocos meses. Luis se casó con su prima María de Zúñiga, II marquesa de Mirabel, hija  tenida fuera de matrimonio de Fadrique de Zúñiga y Sotomayor, I marqués de Mirabel, señor de Alconchel, Mirabel y Berantevilla, miembro de la Casa de Zúñiga y Ana de Castro, hija de Juan Serrano, mayordomo del obispo de Plasencia, y de María de Castro, camarera de la duquesa de Béjar. Tuvieron cinco hijas: Elvira, casada con Fernando de Monroy y Córdova; Inés, casada con su primo Antonio de Meneses y Zúñiga; María, casada con Fernando de Vera y Vargas; Luisa, monja en el Monasterio de la Encarnación de Plasencia; y Jerónima, casada con su primo Alonso de Ávila y Córdova.

## Al Servicio del Emperador del Sacro Imperio Carlos V

### La Guerra de Túnez
Luis tomó parte como miembro del ejército imperial en la Jornada de Túnez Se embarcó en Barcelona en abril de 1535. En ese año había llegado el tesoro del Inca, enviado por el Conquistador del Perú, Francisco Pizarro, y el Emperador del Sacro Imperio Romano Carlos V no tenía por entonces aprietos económicos. Se tomó La Goleta el 14 de junio y el 21 de julio de 1535 caía sin lucha Túnez en poder del Emperador Carlos V.

### La Guerra contra la Liga de Esmalcalda
La Liga de Esmalcalda formada contra el Emperador Carlos V surge en el invierno 1530-1531 dirigida por la nobleza protestante alemana y la componen: el príncipe elector Juan de Sajonia, el landgrave de Hessen Felipe, el duque de Brunswick-Luneburgo, el príncipe de Anhalt, Ulfilas, el conde de Mansfeld y las ciudades de Estrasburgo, Constanza, Reutlingen, Magdeburgo, Brema, Biberach, Isny, Lindau y Memmingen. El príncipe elector Wittelsbach, siendo católico se alió a la Liga en octubre de 1531.
Participó en todas las acciones del ejército imperial, como Capitán General de la Caballería, al lado del Emperador Carlos V, en las campañas de la guerra contra la Liga de Esmalcalda del 1546 al 1547. Toma parte al lado del Emperador Carlos V en la Batalla de Mühlberg, librada el 24 de abril de 1547 y ganada por el Emperador con la ayuda de los Tercios españoles. Carlos V dijo en recuerdo a Julio César: "vine, vi y Dios venció".
Luis recibió del Arzobispo de Colonia, Adolf von Schaumburg, el 25 de septiembre de 1547, seis cráneos reliquias de las once mil vírgenes que se veneran en Colonia en la Iglesia Convento de las Ursulinas y las trajo al Convento de San Francisco Ferrer de Plasencia.

### Viajes a Alemania y Flandes
Luis acompañó al Príncipe, el futuro Rey Felipe II, en su viaje de presentación en los países bajos. Felipe II y su cortejo salieron de Valladolid el 2 de octubre de 1548, donde se habían reunido, visitan Montserrat y Barcelona y se embarcan en Rojas llegan a Génova y por tierra entran en Bruselas el 1 de abril de 1549, donde el Emperador ya los esperaba. También acompañó al Emperador Carlos V en sus estadías en Alemania y Flandes de 1547 al 1555. Estuvo presente el 25 de octubre de 1555, cuando el Emperador del Sacro Imperio Romano Carlos V y Rey de España Carlos I abdica en Bruselas a favor de su hijo Felipe II como Rey de España y Duque de Borgoña y de su hermano Fernando I como Emperador del Sacro Imperio Romano. Carlos V llega a esta ceremonia apoyado sobre el hombro de Guillermo de Orange, quién se convertirá años después en el enemigo más grande del Rey Felipe II.

### Cronista de las Guerras del Emperador

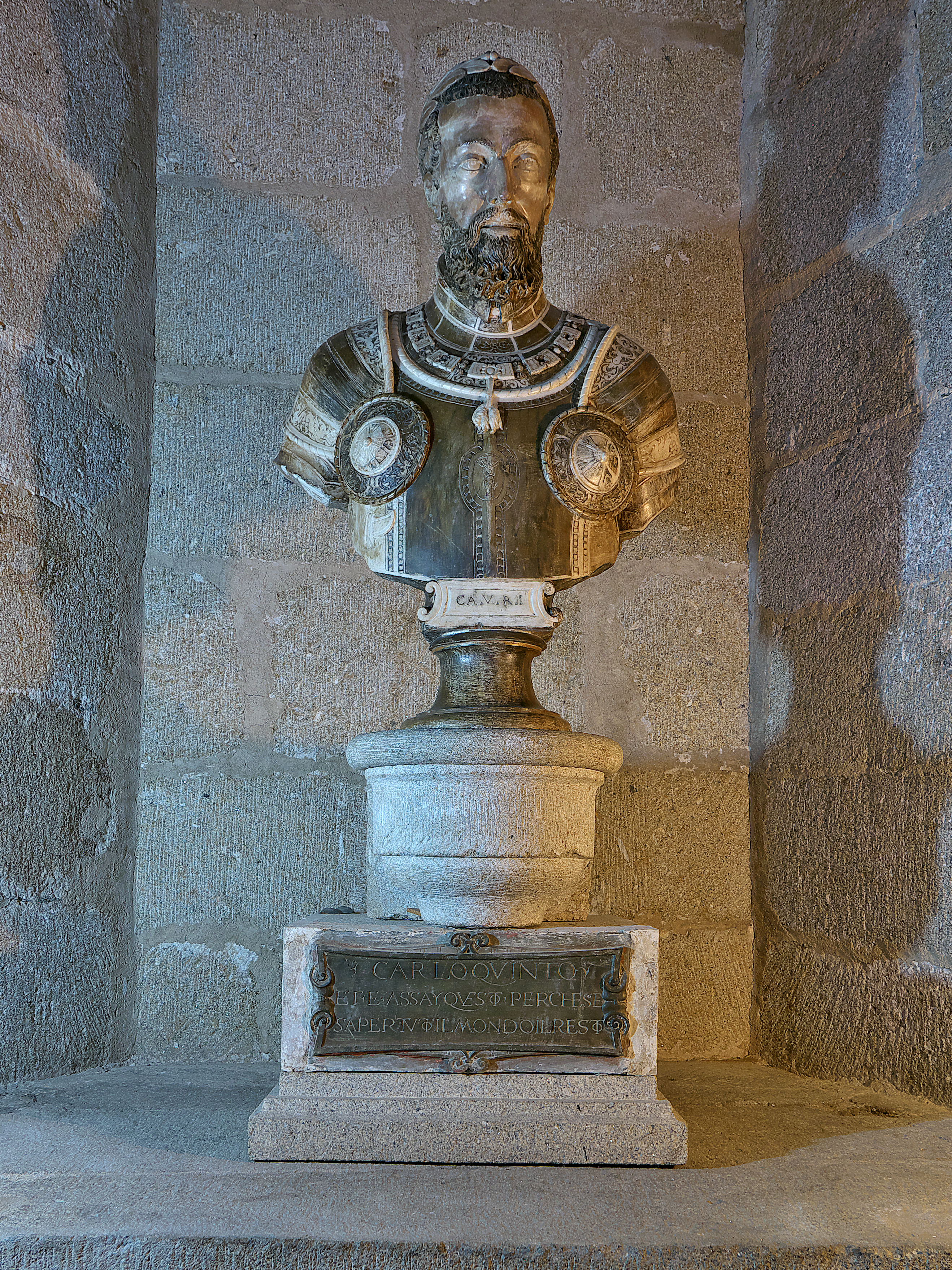
Busto de Carlos V

Luis escribió el célebre y fidedigno “Comentario de la guerra de Alemania hecha por Carlos V, máximo Emperador Romano, Rey de España, en el año de 1546-1547”, publicado en Venecia en 1549 y 1552 (Bibl. Autores Españoles Vol. XXI, Pág. 409-449), traducido en alemán, francés, neerlandés, italiano y latín. Luis glorifica al Emperador Carlos V y relata la realización metódica de las acciones guerreras del Emperador. El Emperador Carlos V dijo: "Que más hazañas había logrado Alejandro Magno, pero que no había tenido tan buen cronista".

### Fiel amigo del Emperador
El Emperador Carlos V eligió el monasterio de Yuste, como su lugar de retiro de este mundo, a consejos de Luis de Ávila y Zúñiga. Luis vivía en el palacio de Mirabel, de los Zúñiga, en Plasencia no muy lejos de Yuste, por lo cual visitó frecuentemente al Emperador en Yuste. El Emperador veía con satisfacción en Luis a un admirador incondicional de sus dotes de soldado y táctica bélica. Luis era una auténtica hechura y criatura de Carlos V y uno de los personajes de la nobleza española que más gozaba de su confianza. En el Palacio de Mirabel en Plasencia, demostraban su admiración por el Emperador, los lienzos y frescos que aludían a las gestas militares y en el patio un magnífico busto de Carlos V, obra del escultor italiano, Pompeo Leoni.
Luis estuvo presente el día de la muerte del Emperador Carlos V en Yuste el 21 de septiembre de 1558. Luis es uno de los fieles servidores que hicieron la Relación del fallecimiento de Carlos V.
Luis de Ávila y Zúñiga falleció en Plasencia en 1573 y fue enterrado en la Capilla de Nuestra Señora del Rosario, en el crucero a la parte del Evangelio, de la Iglesia de San Francisco Ferrer de Plasencia. Luis fue Comendador Mayor de la Orden de Alcántara, Marqués consorte de Mirabel. Veterano de todas las campañas imperiales al lado del Emperador del Sacro Imperio Romano Carlos V, de quién gozaba plena confianza. Capitán General de la Caballería Española, Miembro del Consejo de Estado y Guerra del Rey Felipe II.